# Fernandezia tica
Fernandezia tica là một loài thực vật có hoa trong họ Lan. Loài này được Mora-Ret. & García Castro mô tả khoa học đầu tiên năm 1993.